# Wairere Falls
Die Wairere Falls sind ein Wasserfall am Westrand der Kaimai Range in der Region Waikato auf der Nordinsel Neuseelands. Im Gebiet der Ortschaft Okauia im Matamata-Piako District liegt er im Lauf des Wairere Stream, der wenige Kilometer hinter dem Wasserfall in zunächst südwestlicher, dann nördlicher Fließrichtung in den Waihou River mündet. Seine Fallhöhe beträgt 153 Meter.
Vom Wairere Falls Track Carpark am Ende der Goodwin Road im Kaimai Mamaku Conservation Park führt ein 5 km langer Retourwanderweg in 3 bis 4 Stunden vorbei an zwei Aussichtspunkten, einer davon oberhalb der Fallkante. Einige hundert Meter weiter südlich befinden sich in einem anderen Bachlauf die Te Ariki Falls.